# Хуайхэская равнина
Хуайхэ́ская равни́на — равнина в Китае, в бассейне среднего и нижнего течения реки Хуайхэ. Южная часть Великой Китайской равнины.
Равнина сложена преимущественно речными отложениями. На её территории расположены крупные озёра (Хунцзэху, Гаобаоху) и многочисленные ирригационные сооружения (водохранилища, каналы, дамбы). Равнина пересекает Великий канал. На орошаемых землях, занимающих площадь около 5 млн. га, выращиваются пшеница (на севере) и рис (на юге). Территория густо населена. Здесь находятся такие крупные города, как Сюйчжоу, Хуайнань и Бэнбу.